# آن ماكبث
آن ماكبث (بالإنجليزية: Ann Macbeth)‏ (ولدت في 25 سبتمبر من عام 1875 في بولتون وتوفيت في 23 مارس من عام 1948 في باتردال). كانت مطرّزة بريطانية ومصممة ومعلمة وكاتبة وعضوًا في حركة غلاسكو ومساعدة لتشارلز ريني ماكنتوش. كما كانت ناشطة في الدفاع عن حقوق المرأة.

## النشأة
ولدت ماكبث في بولتون ضمن ضواحي هالي ويل، ودرست في مدرسة غلاسكو للفنون. كان والدها يُدعى نورمان ماكبث وقدمت من عائلة مهتمة بالفن: كان كل من أعمامها روبرت ووكر ماكبث وهنري ماكبث ريبورن، وكان جدها من أبيها نورمان ماكبث رسامين تصويريين. شاركت عام 1902 في القسم الأسكتلندي للمعرض الدولي لفن الديكور المقام في تورين، حيث فازت بميدالية فضية لتصميمها معطف غلاسكو للجيش مقدمًا للبروفيسور روكر من الجمعية البريطانية لتقدم العلوم.

## تعليمها
بعد إكمالها لدراستها في مدرسة غلاسكو للفنون عام 1901، أصبحت ماكبث مساعدة لجيسي نيوبيري وعملها المدهش في التطريز الذي لقي تغطية واسعة من «مجلة الاستديو». بدأت عام 1906 بتدريس الأشغال المعدنية في مدرسة غلاسكو للفنون. كما علمت تجليد الكتب في نفس المدرسة بين عامي 1907 و1911 وفن تزيين الخزف منذ عام 1912 وما تلاه. في عام 1908 خلفت جيسي نيوبري كرئيسة قسم الحياكة والتطريز في مدرسة غلاسكو للفنون، وأصبحت في عام 1912 مديرة الدراسات ضمن استديو فنون الديكور والتطريز. شاركت عام 2011 بوضع الخطط للمعرض الأسكتلندي للتاريخ الوطني والفن والصناعة، كعضو في لجنة قسم الفنون الجميلة والزخرفة.
نشرت ماكبث برفقة عالمة النفس التربوية مارغريت سوانسون الكتاب المدرسي «فن التطريز التعليمي» عام 1911. حظي الكتاب بإعجاب عالمي وأثر على نطاق واسع بعملية تعليم التطريز. بقي الكتاب ضمن المنهج المدرسي الأسكتلندي حتى خمسينيات القرن الماضي. كانت صفوف الحياكة ضمن مدرسة غلاسكو للفنون مفتوحة للجميع بدون استثناء. أدت صفوف يوم السبت التي أعطاها معلمو المدرسة إلى حصولهم على شهادة قدمتها وزارة التعليم الاسكتلندية. خلال فترة شهرتها وتعليمها، عملت ماكبث على نشر النهج الراديكالي الذي كان أساس حركة غلاسكو، كما وضعت أفكار حركة الفنون والحرف حيز التنفيذ.
ونهضت بمستوى صناعة الألبسة المنزلية وشجعت النساء على صنع ملابسهن بأنفسهن. جعلت تصميم الفساتين خيارًا متاحًا في أيدي النساء وبوسائل متواضعة عبر الترويج لاستخدام «عناصر بسيطة» مثل القطن والكتان والقماش الخشن. شجعت ماكبث ضمن منشوراتها على جيل جديد من النساء المصممة للحرف، وثنيهن عن نسخ التصاميم.
درّست ماكبث منذ عام 1920 وما بعده الحرف اليدوية في معهد النساء وشاركت في برامج تهدف إلى تخفيف الصعوبات الاقتصادية المحلية. ندبت ماكبث في كتابها «الجلود المطرزة والمزينة» إنتاج النساء الحرف خلال وقت فراغهن والتقليل من قيمة عملهن عبر عرض مبالغ ضئيلة لقاءه لدرجة أنه لن يكلف سوى أكثر بقليل من تكلفة الموارد الخام المصنّعة له. هدفت ماكبث خلال تعليمها في معهد النساء إلى استحداث وسائل لكسب الرزق للحرفيين عبر خلق أساليب عمل إقليمية.

## نشاطها فيحق التصويت للمرأة
صممت ماكبث راية من أجل مسير إدنبرة عام 1908 من أجل الاتحاد الوطني للمجتمعات الموالية لحق تصويت المرأة. في عام 1909، تقدم فرع غلاسكو للاتحاد الاجتماعي والسياسي للمرأة، الجناح المناضل للحملة من أجل حق تصويت النساء في المملكة المتحدة براية مطرّزة صممتها ماكبث. صممت ماكبث لمعرض عام 1910 لحاف كتان مطرّزًا بتواقيع 80 شخصًا مضربين عن الطعام لدعم حق المرأة في التصويت. إلى جانب عملها في تصميم شعار حق التصويت، كانت ماكبث عضوًا أيضًا في الاتحاد الاجتماعي والسياسي للمرأة وشاركت في حركات نضالية. تعرضّت للسجن نتيجة لذلك، إلا أنها لم تظهر في المحكمة أو تقارير الصحف، إذ يبدو أنها ظهرت ولكن تحت اسمٍ مستعار؛ بقيت طبيعة أفعالها غير معروفة. في رسالة أرسلتها إلى مدير مدرسة غلاسكو للفنون شكرته فيها على كلماته اللطيفة وكتبت: «ما زلت أقل قوة بكثير مما كنت أتوقع، بعد حبس انفرادي لمدة أسبوعين مع الإطعام القسري». بعد مكوثها في السجن خلال ذلك الوقت، احتاجت ماكبث بضعة أشهر من الرعاية بعد أن كانت «شبه-عاجزة».

## الأعمال الفنية
أصبحت ماكبث مطرزة ومصممة مشهورة. تضمن إنتاجها الغزير تجليد الكتب والحرف المعدنية وتصاميم لصناعة السجاد لشركتي ألكساندر مورتون ودونالد بروس أوف داندي وشركة ليبرتي. قدمت ماكبث لشركة ليبرتي أيضًا أساليب الفن الجديد للتطريز التي ظهرت في كتالوجات النظام البريدي للشركة حتى اندلاع الحرب العالمية الأولى. بيعت تصاميمها من قبل شركة ليبرتي في مجال تطريز الألبسة والأثاث.
انتقلت ماكبث عام 1920 إلى باتردال في ويستمورلاند في كمبريا. بقيت محاضرة زائرة في مدرسة غلاسكو للفنون حتى تقاعدها عام 1928، استمرت خلال فترة وجودها في باتردال بإنتاج التطريزات، وأحيانًا تصمم زينة كبيرة، كما صممت أثوابًا وستائر للكنيسة. كما عملت في تزيين الخزف وبدأت بإنتاج الخزف في فرن بنته بنفسها. ابتكرت طريقة بسيطة لنسج السجاد نشرتها في كتابها «بساط نساء البلد» عام 1929. جادلت بأن الآلات ستجعل التصاميم متوفرة في أيدي الجميع، وأن الحرفيين الذين يفهمون عمل الآلات سيصلون إلى مستوىً عالٍ من الجودة الفنية. عاشت ماكبث خلال فصول الصيف على جرف جبلي في منطقة هيلفلي ضمن منزل صممته بنفسها.

## أعمالها المتاحة للعامة
تضم كنيسة القديس باتريك في باتردال بعضًا من تطريزاتها. عُرضت أمثلة لأعمالها لفترة طويلة في معرض السيدة كرانستون في غلاسكو. كما صممت واجهة مطرزة لكاتدرائية غلاسكو. عُرضت تشكيلة من أعمالها التي تخص التطريز والخزف في متحف كيلفن غروف ضمن معرضه «صناعة طراز غلاسكو» بين 30 مارس و14 أغسطس من عام 2018.
تحمل صحيفة الأستديو صورًا كثيرة من أعمالها.